# Städtische Galerie Lüdenscheid
Die Städtische Galerie Lüdenscheid ist ein Museum und ein Ausstellungsort für Kunst in Lüdenscheid. Sie wurde 1979 unter der Leitung von Uwe Obier eröffnet und befindet sich südlich der Innenstadt von Lüdenscheid, unweit von der Einkaufszone Wilhelmstraße und dem Rathaus. Schwerpunkt der Sammlung ist die Bildende Kunst seit 1945 in der Bundesrepublik Deutschland. Ein wesentlicher Bestandteil der Sammlung sind Werke von Paul Wieghardt.

## Künstler in der Sammlung (Auswahl)

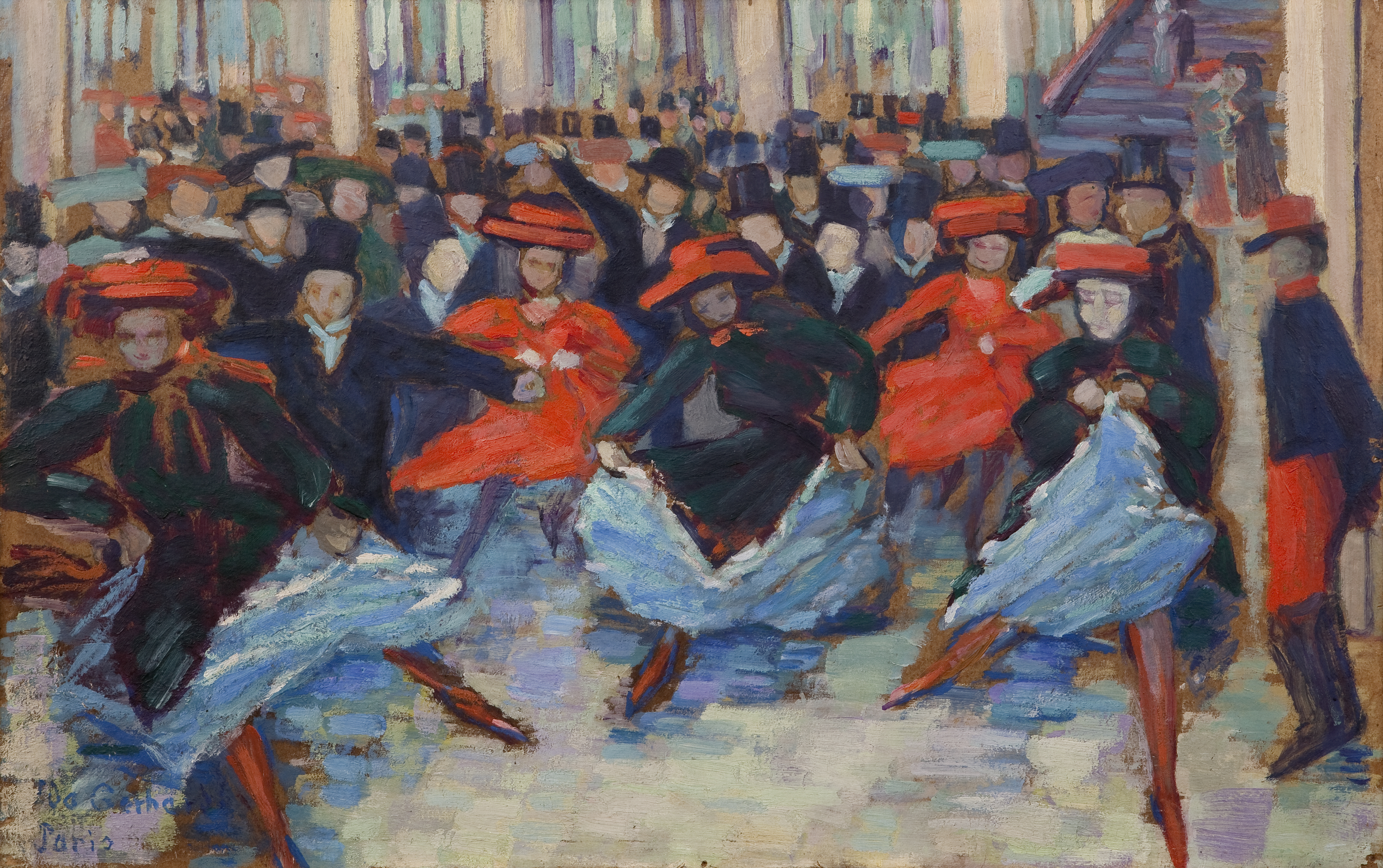
Ida Gerhardi: Tanzbild VIII (Can-Can Tänzerinnen bei Bullier), um 1904, Öl auf Pappe

- Jochem Ahmann
- Werner Bauer
- Joseph Beuys
- Hartmut Böhm
- Karl Bohrmann
- Victor Bonato
- Annette Besgen
- Alexander Braun
- Stefan Demary
- Bogomir Ecker
- Johannes Geccelli
- Ida Gerhardi
- Rolf Glasmeier
- Kuno Gonschior
- Friedemann Hahn
- Horst Haitzinger
- Gerhard Hoehme
- Fritz Klemm
- Reinhard Klessinger
- Wolfgang Ludwig
- Heinz Mack
- Ansgar Nierhoff
- Otto Piene
- Erich Reusch
- Gerhard Scharnhorst
- Dirk Schlichting
- Emil Schumacher
- Joachim Seinfeld
- Timm Ulrichs
- Ludwig Wilding
- Günther Zins

## Besucherzahlen
In der Städtischen Galerie Lüdenscheid wurden im Jahr 2012 insgesamt 7.212 Besucher gezählt. 2010 waren es 4.800 Besucher und 2011 5.290.